# Bulbophyllum colubrimodum
Bulbophyllum colubrimodum är en orkidéart som beskrevs av Oakes Ames. Bulbophyllum colubrimodum ingår i släktet Bulbophyllum och familjen orkidéer. Inga underarter finns listade i Catalogue of Life.